# 大津島村
大津島村（おおつしまそん）は、山口県都濃郡にあった村。現在の周南市大津島（黒髪島の南半なども含む）にあたる。

## 地理
- 海洋 ： 徳山湾、周防灘
- 島嶼 ： 大津島、黒髪島、蛙島、樺島、洲島

## 歴史
- 1889年（明治22年）4月1日 - 町村制の施行により、近世以来の大津島が単独で自治体を形成。
- 1944年（昭和19年）4月1日 - 徳山市・櫛浜町・富田町・福川町・夜市村・戸田村・湯野村と合併し、改めて徳山市が発足。同日大津島村廃止。